# Biran (ruisseau)
Pour les articles homonymes, voir Biran.
Le Biran est un ruisseau de Belgique, affluent en rive gauche de la Lesse faisant partie du bassin versant de la Meuse. Il coule entièrement en province de Namur.
Il fait environ 1 à 1,5 m de large aux environs de Focant. Il s’écoule sur des couches argileuses qui se creusent progressivement en formant des berges assez hautes (jusqu’à 1,5 m) et très raides, parfois même surplombantes. Le courant y est relativement lent (la pente de la vallée est très douce), mais plus élevé que dans les drains.
Au milieu des années 1980, la végétation présentait à peu près la même composition que celle décrite dans les drains, mais était beaucoup plus clairsemée et cantonnée essentiellement au bord de l’eau.
Le Biran se jette dans la Lesse à Wanlin.

## Affluents
- Le ruisseau de Sobie[1]
- Le ruisseau des Queues
- Le ruisseau des Braconniers